# Terry Haass
Terry Haass (17. listopadu 1923 Český Těšín – 1. března 2016 Paříž) byla umělkyně českého původu, která převážně žila a tvořila v Paříži a New Yorku. Její tvorba zahrnovala malbu, grafické techniky, objekty ze dřeva, kovu a dalších materiálů.

## Život
Narodila se v roce 1923 v Českém Těšíně jako Terezie Goldmannová. V roce 1939 emigrovala do Paříže a později do USA. V padesátých letech se vrátila do Paříže a vystudovala archeologii se zaměřením na Mezopotámii na pařížské École du Louvre.
Od roku 1971 se věnovala výhradně umění. Zemřela v Paříži ve věku nedožitých 93 let. Olomouckému Muzeu umění odkázala soubor sedmdesáti děl.

## Výstavy
- 2006: Světlo – prostor – čas, Muzeum umění Olomouc